# 方尖碑

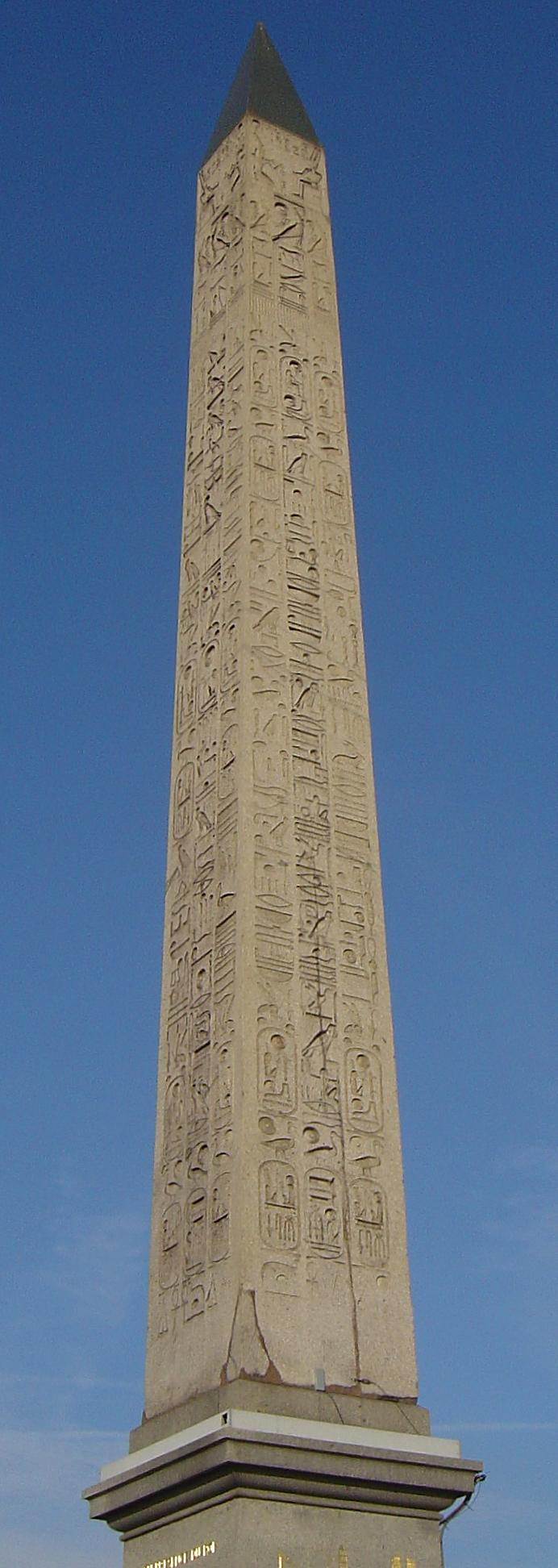
巴黎協和廣場的樂蜀方尖碑

方尖碑（Obelisk），古代埃及和西亚常见的一种纪念碑，形状狭长，碑体四方，顶部呈金字塔状。可作為一種計時工具，即日晷。

## 古代方尖碑

### 埃及方尖碑
方尖碑是古埃及的另一件杰作，也是除金字塔以外，古埃及文明最富有特色的象征。方尖碑外形呈尖顶方柱状，由下而上逐渐缩小，顶端形似金字塔尖。以金、铜或金银合金包裹，当旭日東升照到碑尖时，它像耀眼的太陽一样閃閃发光。
方尖碑一般以整塊的花岗岩雕成，重达几百吨，它的四面均刻有象形文字，说明这种石碑的三种不同目的：宗教性（常用以奉献太阳神阿蒙）、纪念性（常用以纪念法老在位若干年）和装饰性。同时，方尖碑也是埃及帝国权威的强有力的象征。从中王国时期（约公元前2133-前1786年）起，法老们在大赦之年或炫耀胜利之时竖立方尖碑，而且通常成对的竖立在神庙塔门前的两旁。现虽已知早在古埃及第四王朝即有方尖碑，但当时遗物无存，仅知道碑不超过3米，也不优美。现存最古老完整的方尖碑属于古埃及第十二王朝（约前1991—前1786年）法老辛努塞尔特一世（约前1971—前1928年）在位时所建，竖立在开罗东北郊原希利奥坡里太阳城神庙遗址前。这块方尖碑高20.7米，重121吨，是辛努塞尔特一世为庆祝他的国王加冕而建的。
开凿和竖立方尖碑是一项艰巨工程。据记录，从石矿开凿出这种独块石料，从阿斯旺运到底比斯，费时7个月。在路克索的哈特谢普苏特陵墓中就有描绘从尼罗河上用驳船运送方尖碑的图画，到达目的地后，人们将方尖碑抬上一个用土堆成的斜坡，然后将它竖直立于基座上。
全世界现有源自古埃及的方尖碑29座，其中埃及本土现保存有9块方尖碑。意大利则拥有11座埃及方尖碑，是全球最多的，意大利的方尖碑多是古罗马时期被从埃及运往罗马帝国的。其他的埃及方尖碑包括：法国1座、以色列1座、土耳其1座、波兰1座、英国4座、美国1座。
- 意大利：聖伯多祿廣場（梵蒂岡）、德拉·罗腾达广场－萬神殿前（羅馬）、人民廣場（羅馬）、巴贝尼广场－维多利亚圣母堂前（羅馬）、纳沃纳广场－四河喷泉（羅馬）、西班牙广场（羅馬）、波波里花園（佛羅倫斯）
- 英國：克娄巴特拉七世方尖碑（倫敦）
- 美國：中央公園（紐約）
- 法國：協和廣場（巴黎）
- 土耳其：賽馬場（伊斯坦堡）

### 衣索匹亞方尖碑

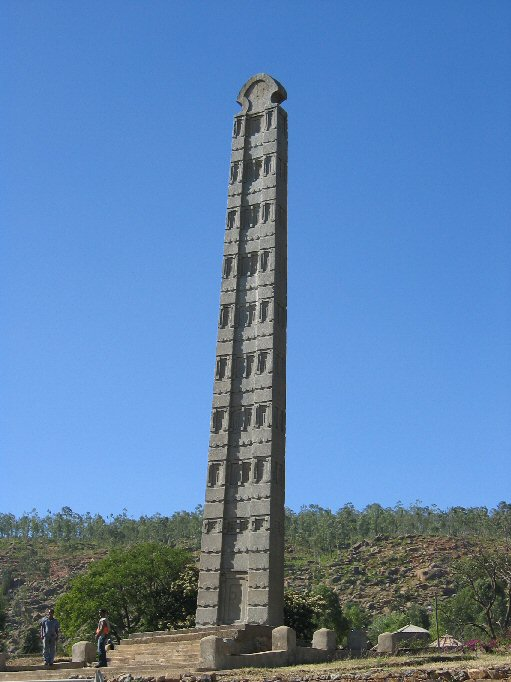
衣索匹亞方尖碑

埃塞俄比亚的阿克苏姆方尖碑是在古代埃塞俄比亚阿克苏姆王国时期建造的。作用为纪念各种重要仪式和事件，同时也可以作为划分地区的标志。方尖碑是承担着重要纪念意义的文化建筑，因此都采用坚固的石材建造。高度差别很大，高的达到3、40米，矮的则只有3、4米左右。
与埃及方尖碑被外国殖民者所劫掠的命运相似，1937年3月，入侵埃塞俄比亚的意大利军队掠走了部分具有上千年历史的阿克苏姆方尖碑，并作为战利品树立在罗马竞技场前。二战以后，意大利政府一直未能兑现归还阿克苏姆方尖碑的诺言。于2002年在罗马举行的世界粮食会议中，埃塞俄比亚总理梅莱斯·泽纳维猛烈抨击意大利不归还阿克苏姆方尖碑，此后意大利政府才迫于世界舆论的压力履行归还阿克苏姆方尖碑的诺言，并负担运输与复原的责任。2008年9月4日，这些被殖民者所掠夺的珍贵文化遗产终于物归原主，是少数殖民地（或被入侵国家）从宗主国（或入侵国）索回被掠夺文物的案例之一。

## 其他

### 外文名稱
在外文中，如英文的「obelisk」或法文的「obélisque」，都是來自古希臘文「ὀϐελίσκος」、讀音：obeliskos。意思是「小型的串燒肉用的針」。